# 北斗神社
23°52′44″N 120°31′20″E / 23.878981°N 120.522322°E
北斗神社為台灣日治時期位於臺中州北斗街的神社，設立於1940年。原址現為臺灣彰化縣北斗鎮的北斗家商。

## 介紹
北斗神社為鎮守北斗郡的神社，位於北斗市區北側，其於1937年2月動工，1938年10月6日舉行鎮座祭落成啟用，社格原為無格社，祭神為開拓三神（大國魂命、大己貴命、少彥名命）、明治天皇、北白川宮能久親王，例祭日為10月6日。1944年8月6日，北斗神社升格為鄉社，為臺灣在終戰前大量設立及升格的神社之一。
因北斗神社土地原係由北斗郡出資購買，北斗神社土地在二戰後歸屬原北斗郡之八鄉鎮（北斗鎮、二林鎮、田尾鄉、埤頭鄉、芳苑鄉、大城鄉、竹塘鄉、溪州鄉）所有，地方原有意將此土地賣出，但時任北斗鎮長張廷彬建議在此設立教育設施，故由八鄉鎮之民意代表決議將神社土地捐給臺灣省政府，於1968年設立省立北斗高中，此校後改制為現今之北斗家商，而北斗家商前的道路名為「神社路」。北斗神社的石獅目前位於北斗奠安宮，銅馬則是位於鳳山陸軍官校。